# みすとかすみ
みすと かすみ（7月15日 - ）は、日本の少女漫画家。埼玉県さいたま市出身・在住。
1986年に『夢みてBOMパッ』で公式デビュー。秋田書店の雑誌『ひとみ』を中心に活動を展開。代表作としては『夢みてBOMパッ』、『宝島 トレジャーアイランド』などがある。

## 作品
巻数はコミックス版のもの
- 夢みてBOMパッ（全4巻、原作：水木杏子）
- 宝島 トレジャーアイランド
- ハムスター一番星伝説

## 関連人物
- きたがわ翔 - 『夢みてBOMパッ』単行本の柱に、背景を手伝ったとの記載がある。